# Barracuda Championship
Barracuda Championship är en professionell golftävling på den amerikanska PGA Touren och spelas på Montrêux Golf and Country Club under augusti månad. Tävlingen spelas årligen i Nevada och startades under namnet Reno–Tahoe Open 1999 och är en alternativ tävling som spelas samtidigt som WGC - Bridgestone Invitational. Golfbanan som tävlingen alltid har spelas på öppnade 1997 och är designad av Jack Nicklaus, den spelas på en höjd av 1700 meter över havet och är 6800 meter lång med par 72. 
Eftersom tävlingen är en alternativ tävling så ger det färre FedEx Cup-poäng till vinnaren än andra PGA Tour-tävlingar (300 i jämförelse mot 500). Startfältet var tidigare 156 spelare, vilket är den normala storleken på PGA Tour-tävlingar, men då WGC-tävlingarnas startfält utökades från 40 till 80 år 2002, blev startfältet reducerat till 132 spelare. Sedan starten av FedEx Cup 2007 blev tävlingen även flyttad från att spelas sent i augusti till tidig augusti. Vinnaren ges heller inte en inbjudan till US Masters, däremot en inbjudan till PGA Mästerskapet och Players Championship, samt två års spel på PGA Touren.
Reno–Tahoe Open fick sin första titelsponsor 2008, Legends at Sparks Marina, vilket gjorde att tävlingen gick under namnet Legends Reno–Tahoe Open tills 2010 då tävlingen återigen gick under namnet Reno-Tahoe Open. 2014 blev Barracuda Networks Inc. titelsponsor och tävlingen har gått under Barracuda Championship sedan dess. 
2016 blev tävlingen flyttad till månadsskiftet juni-juli då tävlingen Greenbrier Classic blev inställd på grund av vattenskador. Spelare som slutar inom top-5 i Greenbrier Classic, och som inte redan har en inbjudan, ges en inbjudan till att spela British Open senare samma månad. Men då tävlingen ställdes in så blev Barracuda Championship tidigarelagd och där spelarna som slutar top-5 gavs en inbjudan till British Open.

## Spelformat
När Barracuda Championship började spelas enligt Stableford-systemet år 2012 blev det, och är fortfarande, den enda PGA Tour-tävlingen som spelas i det formatet. Tidigare var The International den enda tävlingen som tillämpade det systemet, men tävlingen lades ned 2006. Enligt Stableford-systemet ges spelarna poäng relaterat till antalet slag mot par på varje hål:
- Albatross: 8 poäng
- Eagle: 5 poäng
- Birdie: 2 poäng
- Par: 0 poäng
- Bogey: minus-1 poäng
- Dubbelbogey eller sämre: minus-3 poäng.

Detta ger spelarna incitament att ta större chansningar, då vinsten är större än den möjliga förlusten.

## Vinnare
| År                      | Datum                  | Spelare                | Resultat               | Mot par                | Segermarginal          | Runner(s)-up                              | Samtida tävling              |
| Barracuda Championship  | Barracuda Championship | Barracuda Championship | Barracuda Championship | Barracuda Championship | Barracuda Championship | Barracuda Championship                    | Barracuda Championship       |
| ----------------------- | ---------------------- | ---------------------- | ---------------------- | ---------------------- | ---------------------- | ----------------------------------------- | ---------------------------- |
| 2017                    | Aug 3-6                | Chris Stroud           | 44 poäng^              | 44 poäng^              | Särspel                | Greg Owen Richy Werenski                  | WGC-Bridgestone Invitational |
| 2016                    | Jun 30 – Jul 3         | Greg Chalmers          | 42 poäng^              | 42 poäng^              | 6 poäng                | Gary Woodland                             | WGC-Bridgestone Invitational |
| 2015                    | Aug 6–9                | J. J. Henry (2)        | 47 poäng^              | 47 poäng^              | Särspel                | Kyle Reifers                              | WGC-Bridgestone Invitational |
| 2014                    | Jul 31 – Aug 3         | Geoff Ogilvy           | 49 poäng^              | 49 poäng^              | 5 poäng                | Justin Hicks                              | WGC-Bridgestone Invitational |
| Reno–Tahoe Open         |                        |                        |                        |                        |                        |                                           |                              |
| 2013                    | Aug 1–4                | Gary Woodland          | 44 poäng^              | 44 poäng^              | 9 poäng                | Jonathan Byrd Andrés Romero               | WGC-Bridgestone Invitational |
| 2012                    | Aug 2–5                | J. J. Henry            | 43 poäng^              | 43 poäng^              | 1 poäng                | Alexandre Rocha                           | WGC-Bridgestone Invitational |
| 2011                    | Aug 4–7                | Scott Piercy           | 273                    | −15                    | 1 slag                 | Pat Perez                                 | WGC-Bridgestone Invitational |
| 2010                    | Jul 18–21              | Matt Bettencourt       | 277                    | −11                    | 1 slag                 | Bob Heintz                                | Open Championship            |
| Legends Reno–Tahoe Open |                        |                        |                        |                        |                        |                                           |                              |
| 2009                    | Aug 6–9                | John Rollins           | 271                    | −17                    | 3 slag                 | Martin Laird Jeff Quinney                 | WGC-Bridgestone Invitational |
| 2008                    | Jul 31 – Aug 3         | Parker McLachlin       | 270                    | −18                    | 7 slag                 | Brian Davis John Rollins                  | WGC-Bridgestone Invitational |
| Reno–Tahoe Open         |                        |                        |                        |                        |                        |                                           |                              |
| 2007                    | Aug 2–5                | Steve Flesch           | 273                    | −15                    | 5 slag                 | Kevin Stadler Charles Warren              | WGC-Bridgestone Invitational |
| 2006                    | Aug 24–27              | Will MacKenzie         | 268                    | −20                    | 1 slag                 | Bob Estes                                 | WGC-Bridgestone Invitational |
| 2005                    | Aug 18–21              | Vaughn Taylor (2)      | 267                    | −21                    | 3 slag                 | Jonathan Kaye                             | WGC-NEC Invitational         |
| 2004                    | Aug 19–22              | Vaughn Taylor          | 278                    | −10                    | Särspel                | Stephen Allan Hunter Mahan Scott McCarron | WGC-NEC Invitational         |
| 2003                    | Aug 21–24              | Kirk Triplett          | 271                    | −17                    | 3 slag                 | Tim Herron                                | WGC-NEC Invitational         |
| 2002                    | Aug 22–25              | Chris Riley            | 271                    | −17                    | Särspel                | Jonathan Kaye                             | WGC-NEC Invitational         |
| 2001                    | Aug 23–26              | John Cook              | 271                    | −17                    | 1 slag                 | Jerry Kelly                               | WGC-NEC Invitational         |
| 2000                    | Aug 24–27              | Scott Verplank         | 275                    | −13                    | Särspel                | Jean van de Velde                         | WGC-NEC Invitational         |
| 1999                    | Aug 26–29              | Notah Begay III        | 274                    | −14                    | 3 slag                 | Chris Perry David Toms                    | WGC-NEC Invitational         |

^Spelades med Stableford-systemet (2012-).